# Dinozaury (czasopismo)
Dinozaury! – seria czasopism edukacyjnych Wydawnictwa De Agostini. Czasopismo wychodziło w latach 1994–1996, pełna seria złożona była z 52 numerów. W początkowych numerach znajdowały się części układanki – fluorescencyjnego szkieletu tyranozaura. Do pierwszego numeru dołączone były czerwono-zielone okulary w kształcie tyranozaura, służące do oglądania obrazów pseudo-3D, wykonanych w postaci nałożonych na siebie obrazów anaglificznych w tychże kolorach.
Każdy numer zawierał trzy bardziej szczegółowe monografie dinozaurów, opis epoki, obraz(y) pseudo-3D, plakat, monografie grup dinozaurów, dział poświęcony paleontologii i postępowaniu ze skamieniałościami, komiks opisujący historie odkrywców i ich odkryć, quiz, alfabetyczny opis dinozaurów (5–7 dinozaurów na numer), zapowiedź następnego numeru i pytania do eksperta.
Na początku 2008 roku Wydawnictwo De Agostini zaczęło wydawać na polski rynek podobną kolekcję o nazwie „Kolekcja Dinozaury”. Seria obecnie jest planowana na 80 numerów. Dodatkowo do każdego numeru dołączane są elementy do złożenia mierzącego 120 cm modelu tyranozaura.
W 2011 roku powstało pismo Dinozaury, które nie jest wydawane przez wydawnictwo De Agostini.